# غرنة

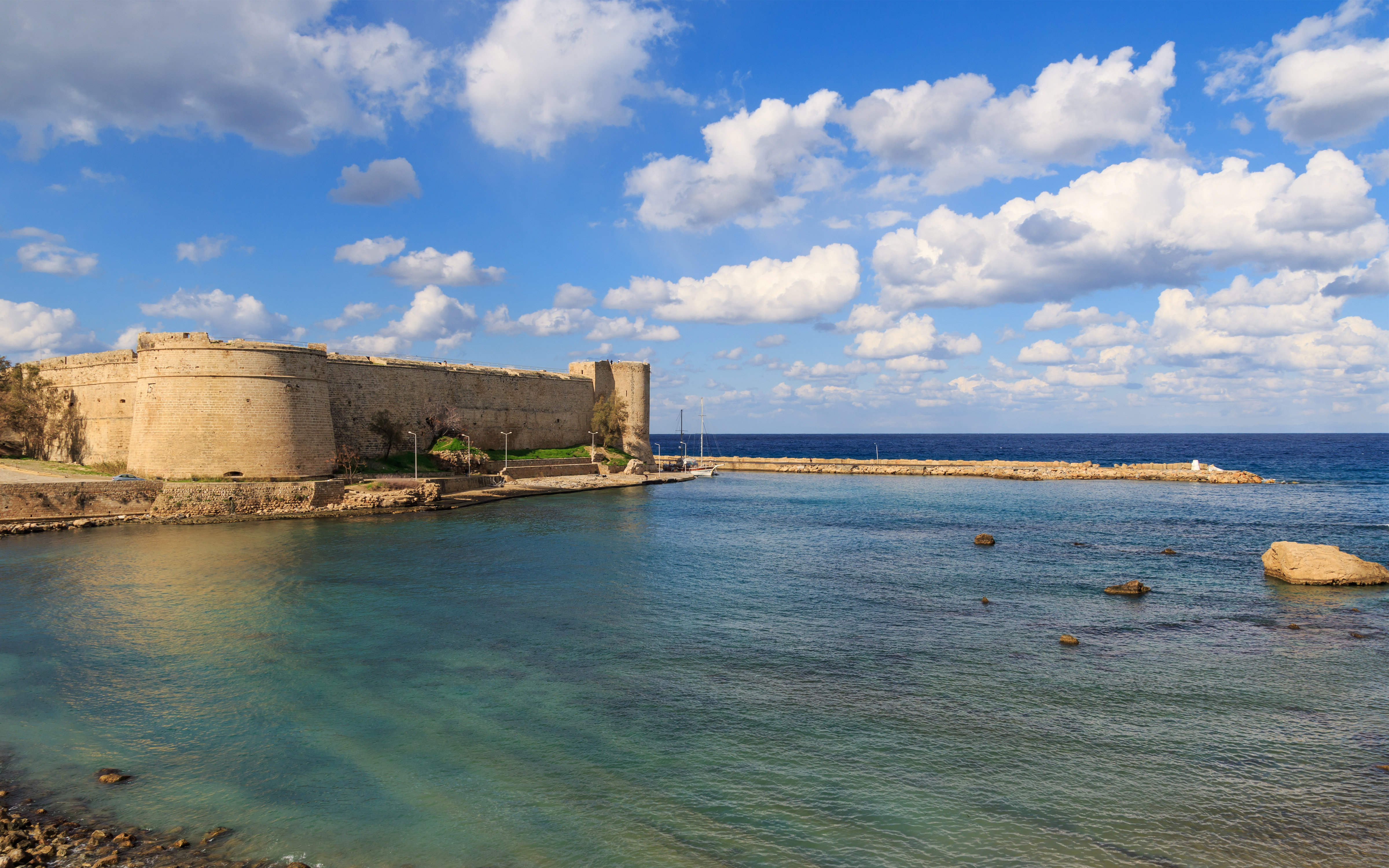
قلعة غرنة.

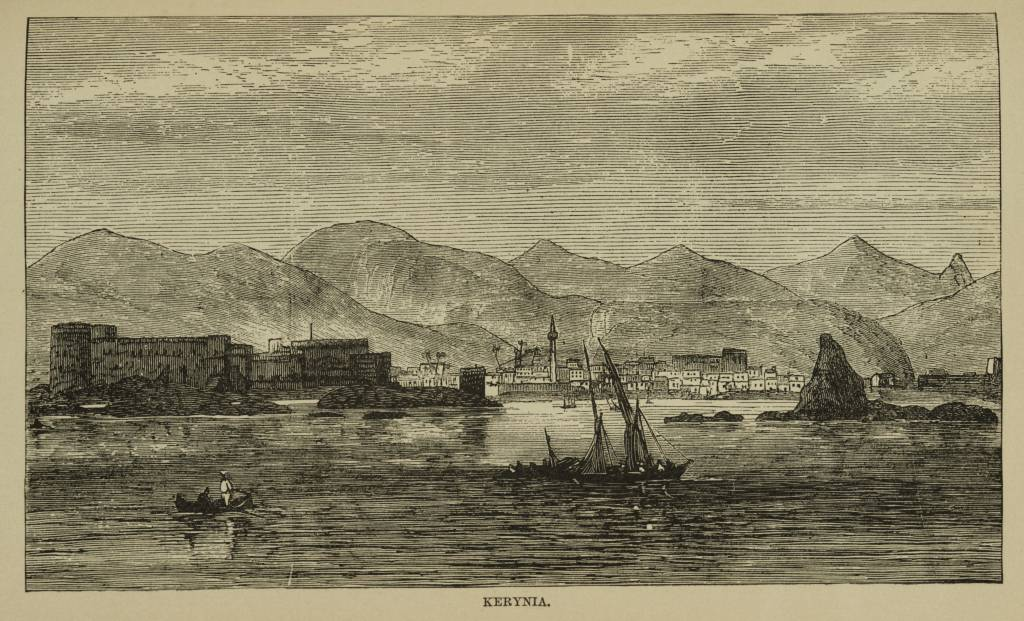
رسم للمدينة سنة 1878م.

مدينة غِرنة أو چيرنة (بالتركية) أو كيرينيا (باليونانية) تقع في شمال جزيرة قبرص وهي عاصمة قبرص التركية. تعتبر مدينة ترفيهية وجميلة. يبلغ عدد سكانها حوالي 52,000 نسمة. تُعد غرنة إحدى المناطق ال6 في قبرص والثالثة في قبرص الشمالية. مساحتها 150 كم مربع و 1,100 كم مربع وعدد سكانها سنة 2008 13,122 نسمة جميعهم من الأتراك. يحد منطقة كيرانيا شمالا وغربا البحر الأبيض المتوسط وجنوبا منطقة تابعة للأمم المتحدة تعزل شطري جزيرة قبرص.
عرفت غرنة حضارات متنوعة بدء بالاغريقية ثم الرومانية والبيزنطية والعربية ثم خضعت بعد سقوط القسطنطينية سنة 1299 العثماني ثم الاحتلال البريطاني سنة 1882 بعد اتفاق بين فرنسا وبريطانيا وألمانيا وينص الاتفاق على مواصلة ألمانيا احتلالها الألزاس ولوران بمقابل تنازل ألمانيا عن تونس لصالح فرنسا وتنازل فرنسا عن قبرص لصالح بريطانيا. وفي سنة 1965 اعترفت لندن باستقلال قبرص. وفي سنة 1974 وبعد هجوم العسكري التركي لشمال جزيرة قبرص قام جيش التحرير التركي باخضاع كيرانيا لسيطرته وطرد اليونانيين، حيث كانت المدينة ذات غالبية من السكان القبارصة الاتراك.
غرنة مركز ثقافي واقتصادي، وتُوصف بأنها عاصمة السياحة في شمال قبرص. تضم العديد من الفنادق والحياة الليلية والميناء. كما تستضيف مهرجانًا ثقافيًا وفنيًا سنويًا يشارك فيه مئات الفنانين والمؤدين، وتضم ثلاث جامعات يبلغ عدد طلابها حوالي 14,000 طالب.

## الثقافة
تستضيف غرنة سنويًا مهرجان غرنة للثقافة والفنون طوال شهر يونيو. يتضمن المهرجان حفلات موسيقية متنوعة، من فرق ومغنين أتراك مشهورين، مثل دومان وسرتاب إرينر وزولفو ليفانيلي، إلى الموسيقى اللاتينية والريغي في مدرج المدينة وساحة رمضان جميل، بالإضافة إلى برامج حوارية ومسرحيات وعروض موسيقية تقدمها فرق مسرحية تركية. شهد المهرجان في عام 2012م مشاركة ما بين 500 و600 فنان ومؤدي. كما استضاف المهرجان فنانين عالميين مثل فرقتي UB40 وThe Animals، ودعا فناني شوارع من أوروبا لتقديم عروضهم. كما حظي المهرجان بإشادة واسعة لنهجه الشامل تجاه الموسيقيين المحليين، كوسيلة لتشجيع النشاط الثقافي في شمال قبرص. في عهد رئيس البلدية نيداي غونغوردو، أُعيدت تسمية المهرجان إلى «أيام غرنة للثقافة والفنون»، حيث امتدت أنشطته من مايو إلى سبتمبر.

## الإقتصاد
غرنة هي مركز السياحة في شمال قبرص وواحدة من أهم مدن قبرص من حيث السياحة. فهي تستضيف العديد من مناطق ومراكز التسوق والمطاعم والحياة الليلية النابضة بالحياة مع عدد من المرافق الترفيهية. الميناء، على وجه الخصوص، مليء بالمقاهي والحانات والمطاعم التي يرتادها السكان المحليون والسياح. في عام 2009م، كان بها 93 فندقًا، تسعة منها من فئة الخمس نجوم.
في أوائل العقد الأول من القرن الحادي والعشرين، شهدت المدينة والمنطقة المحيطة بها طفرة في البناء بسبب الجو الإيجابي الذي أوجدته خطة عنان لقبرص. بين عامي 2001 و2003م، زادت حالات البناء سنويًا بأكثر من ثلاثة أضعاف وشهدت المدينة بيع كمية كبيرة من العقارات للأجانب. أدى ازدهار البناء إلى بناء العديد من المجمعات والمباني السكنية. استمرت المدينة في تلقي استثمارات كبيرة طوال العقد ولا تزال مركزًا للاستثمار. ومع ذلك، فقد أثر الركود الذي ضرب شمال قبرص في نهاية العقد الأول من القرن الحادي والعشرين وبداية العقد الثاني من القرن الحادي والعشرين على المدينة وتسبب في صعوبة كبيرة لأصحاب المشاريع الصغيرة وأصحاب المتاجر في الحفاظ على أعمالهم. يتكون جزء مهم من الاقتصاد من السياح الذين يأتون لزيارة الكازينوهات، ولكن هذا لا يوفر بالضرورة فوائد للشركات المحلية.
بالإضافة إلى مينائها التاريخي، تضم غرنة ميناءً يُسمى ميناء غرنة السياحي، افتُتح عام ١٩٨٧م. يُعد هذا الميناء مركزًا رئيسيًا للنقل في قبرص الشمالية نظرًا لقربه النسبي من تركيا، كما أنه مركز للنشاط التجاري، بالإضافة إلى كونه نقطة دخول للسياح الذين يختارون السفر بالعبّارات. وقد ساهم في تدفق المنتجات التجارية والسياح بين تركيا وقبرص الشمالية.

## التعليم
تضم المدينة خمس جامعات، منها: جامعة غرنة الأمريكية، جامعة غرنة، وجامعة قبرص للعلوم. حيث يبلغ عدد طلابها حوالي 14,000 طالب.

## المناخ
يظهر الجدول التالي التغييرات المناخية على مدار السنة لغرنة:
| البيانات المناخية لـغرنة          | البيانات المناخية لـغرنة | البيانات المناخية لـغرنة | البيانات المناخية لـغرنة | البيانات المناخية لـغرنة | البيانات المناخية لـغرنة | البيانات المناخية لـغرنة | البيانات المناخية لـغرنة | البيانات المناخية لـغرنة | البيانات المناخية لـغرنة | البيانات المناخية لـغرنة | البيانات المناخية لـغرنة | البيانات المناخية لـغرنة | البيانات المناخية لـغرنة |
| الشهر                             | يناير                    | فبراير                   | مارس                     | أبريل                    | مايو                     | يونيو                    | يوليو                    | أغسطس                    | سبتمبر                   | أكتوبر                   | نوفمبر                   | ديسمبر                   | المعدل السنوي            |
| --------------------------------- | ------------------------ | ------------------------ | ------------------------ | ------------------------ | ------------------------ | ------------------------ | ------------------------ | ------------------------ | ------------------------ | ------------------------ | ------------------------ | ------------------------ | ------------------------ |
| متوسط درجة الحرارة الكبرى °م (°ف) | 16 (61)                  | 17 (63)                  | 19 (66)                  | 22 (72)                  | 26 (79)                  | 30 (86)                  | 33 (91)                  | 33 (91)                  | 31 (88)                  | 27 (81)                  | 23 (73)                  | 18 (64)                  | 25 (76)                  |
| متوسط درجة الحرارة الصغرى °م (°ف) | 9 (48)                   | 9 (48)                   | 10 (50)                  | 12 (54)                  | 16 (61)                  | 20 (68)                  | 22 (72)                  | 23 (73)                  | 21 (70)                  | 17 (63)                  | 14 (57)                  | 11 (52)                  | 15 (60)                  |
| الهطول مم (إنش)                   | 117 (4.6)                | 79 (3.1)                 | 60 (2.4)                 | 20 (0.8)                 | 13 (0.5)                 | 2 (0.1)                  | 0 (0)                    | 0 (0)                    | 5 (0.2)                  | 37 (1.5)                 | 68 (2.7)                 | 133 (5.2)                | 534 (21.1)               |
| متوسط الأيام الممطرة              | 13                       | 10                       | 7                        | 4                        | 2                        | 0                        | 0                        | 0                        | 1                        | 3                        | 7                        | 11                       | 58                       |
| ساعات سطوع الشمس الشهرية          | 179.8                    | 173.6                    | 220.1                    | 252                      | 316.2                    | 360                      | 375.1                    | 365.8                    | 300                      | 251.1                    | 186                      | 155                      | 3٬134٫7                  |
| المصدر #1: BBC Weather            |                          |                          |                          |                          |                          |                          |                          |                          |                          |                          |                          |                          |                          |
| المصدر #2: K.K.T.C                |                          |                          |                          |                          |                          |                          |                          |                          |                          |                          |                          |                          |                          |

## معرض صور

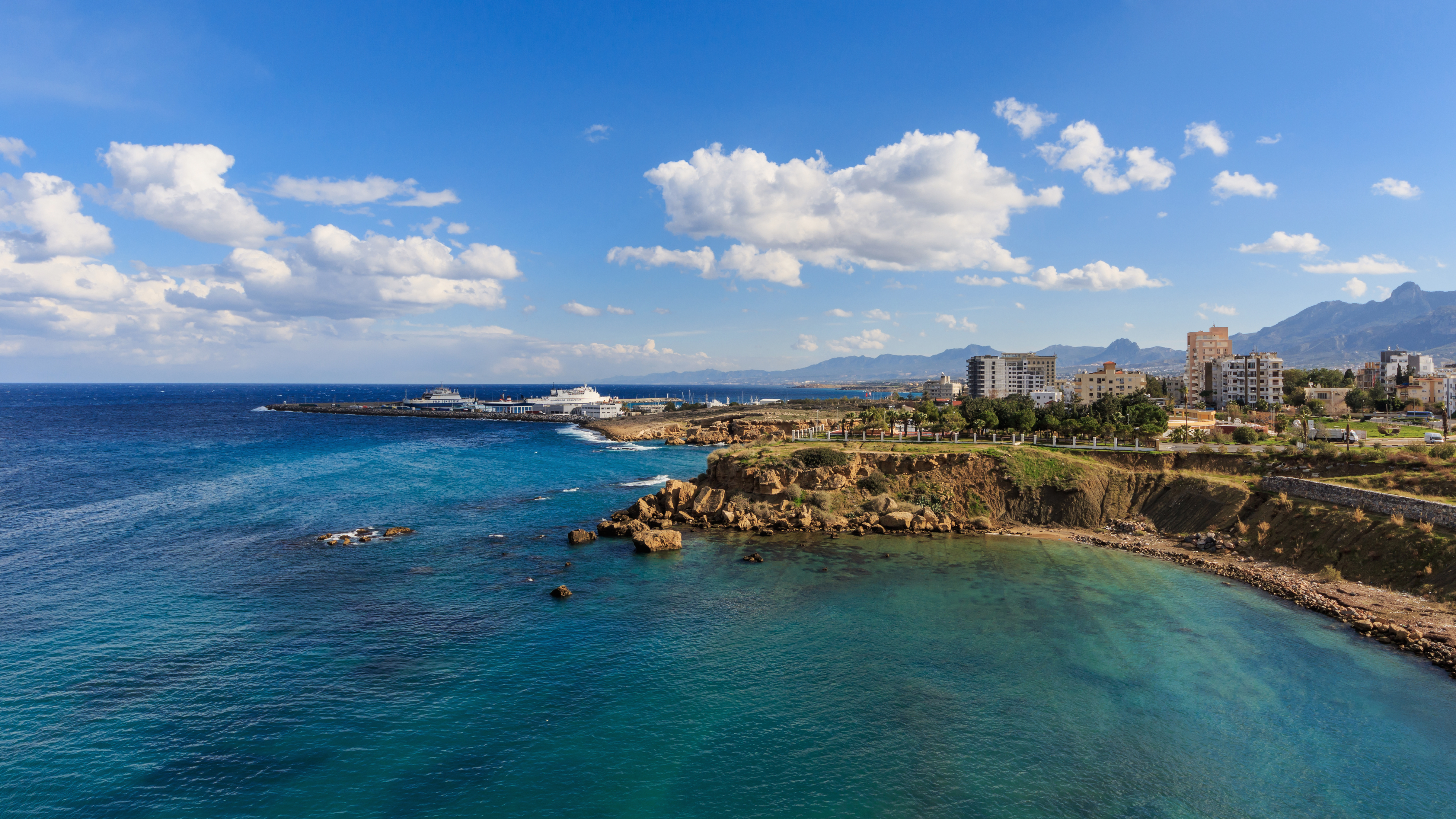
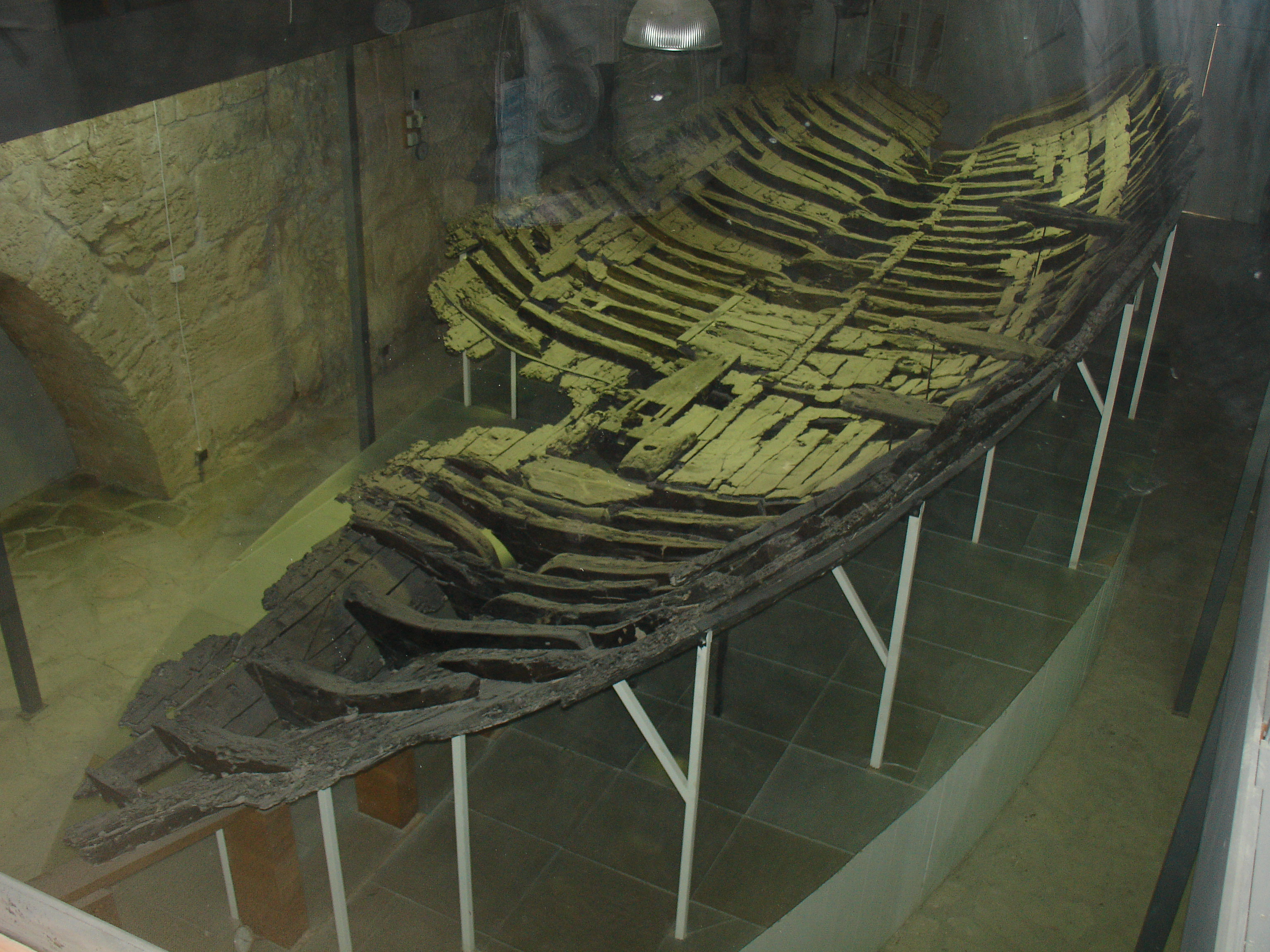
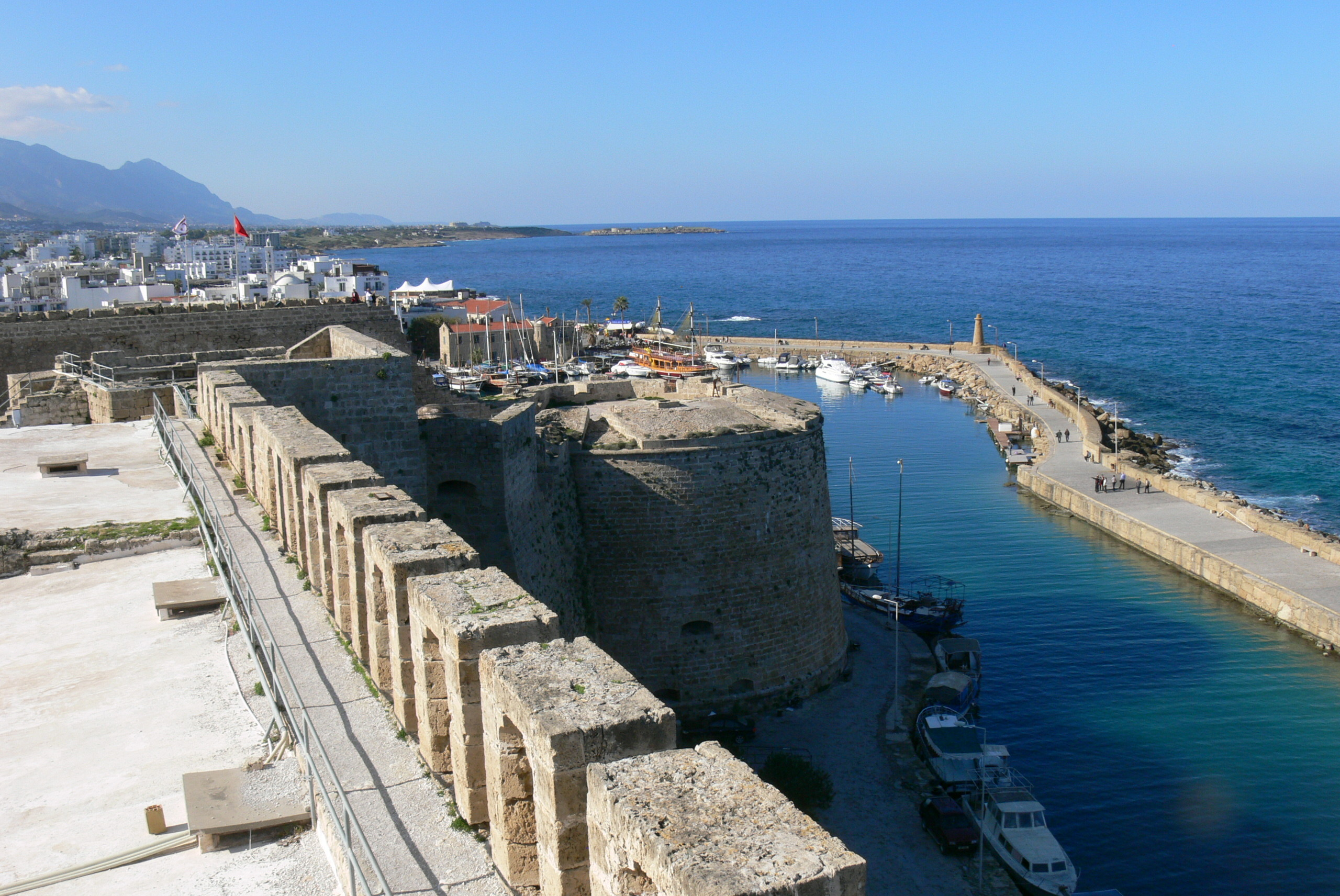
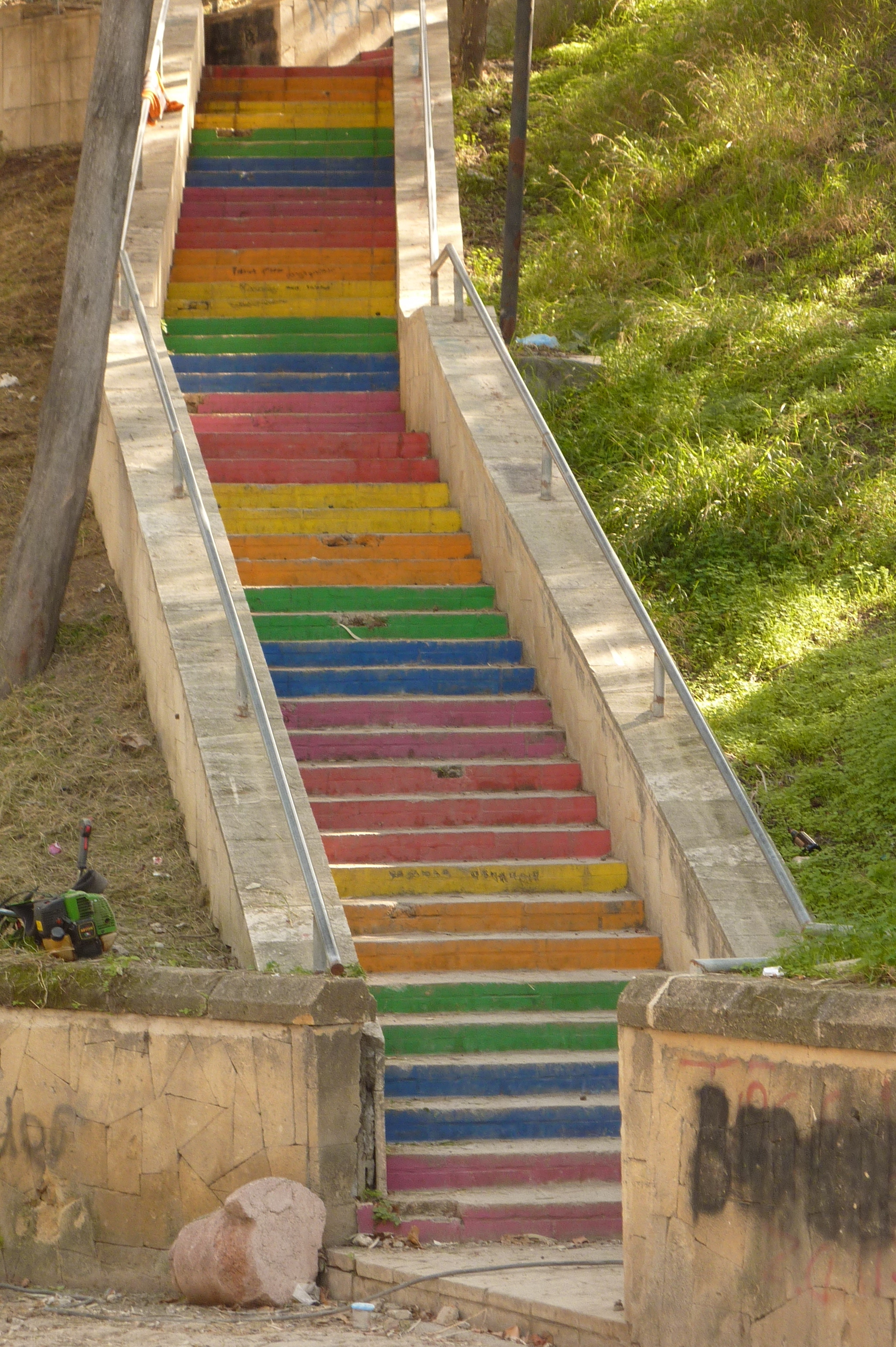
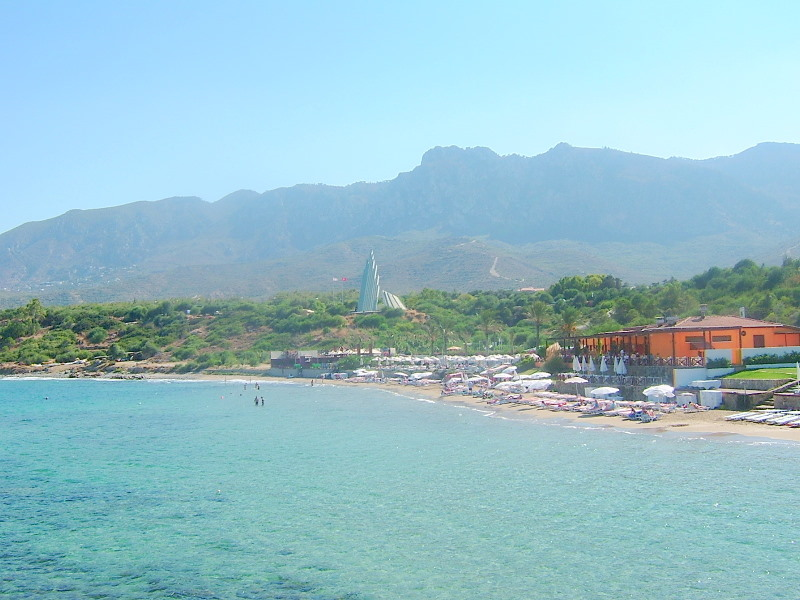

## أعلام
- محمد علي طلعت